# Hibiscus pterocarpoides
Hibiscus pterocarpoides är en malvaväxtart som beskrevs av Bénédict Pierre Georges Hochreutiner. Hibiscus pterocarpoides ingår i Hibiskussläktet som ingår i familjen malvaväxter. Inga underarter finns listade i Catalogue of Life.